# Qubes OS
Qubes OS è un sistema operativo desktop incentrato sulla sicurezza che mira a fornire sicurezza attraverso l'isolamento. La virtualizzazione è eseguita da Xen e può essere utilizzato in ambienti utente Fedora, Debian, Whonix e Microsoft Windows, tra gli altri sistemi operativi.
Il 16 febbraio, 2014, Qubes è stato selezionato come finalista di accesso Premio Innovazione 2014 per Endpoint Security Solution.

## Schema di domini di sicurezza
Qubes implementa una approccio di  protezione ad isolamento. Il presupposto è che non ci possa essere un ambiente perfetto e privo di bug. Un tale ambiente conta milioni di righe di codice, miliardi di interazioni software / hardware. Un bug critico in una di queste interazioni può essere sufficiente a un software malevolo per prendere il controllo di un computer. 
Al fine di rendere sicuro un desktop, l'utente Qubes dovrebbe prendersi cura di isolare diversi ambienti, in modo che se uno dei componenti fosse compromesso, il software dannoso otterrebbe l'accesso solo ai dati all'interno di tale ambiente. 
In Qubes, l'isolamento è fornito in due dimensioni: i controller hardware possono essere isolati in domini funzionali (ad esempio domini di rete o domini di controller USB), mentre la vita digitale dell'utente viene decisa in domini con differenti livelli di fiducia. Per esempio: il dominio di lavoro (più rinomato), dominio commerciale, dominio casuale (meno fidato). Ognuno di questi domini viene eseguito in una macchina virtuale separata.
Qubes non è un sistema multiutente.

## Panoramica dell'architettura di sistema
L'hypervisor fornisce l'isolamento tra diverse macchine virtuali. Il dominio amministrativo, indicato anche come Dom0 (un termine ereditato da Xen), ha accesso diretto a tutto l'hardware per impostazione predefinita. Dom0 ospita il dominio GUI e controlla i dispositivi grafici, così come i dispositivi di input, quali tastiera e mouse. Il dominio GUI esegue il server X, che consente di visualizzare il desktop dell'utente, e il gestore delle finestre, che permette all'utente di avviare e fermare le applicazioni e manipolare le loro finestre.
L'integrazione delle diverse macchine virtuali è fornita dal visualizzatore Application, che fornisce l'illusione  all'utente che le applicazioni vengano eseguite in modo nativo sul desktop, mentre in realtà esse sono ospitate (e isolate) in diverse macchine virtuali. Qubes integra tutte queste macchine virtuali su un unico ambiente desktop comune.
Poiché Dom0 è sensibile alla sicurezza, è isolato dalla rete. Si tende ad avere meno interfaccia e la comunicazione con altri domini è possibile in modo da minimizzare la possibilità di un attacco proveniente da una macchina virtuale infetta.
Il dominio Dom0 gestisce i dischi virtuali delle altre macchine virtuali, che sono in realtà memorizzati come file sul file system dom0 (s). Lo spazio su disco viene salvato in virtù di varie macchine virtuali (VM) che condividono lo stesso file system di root in modalità di sola lettura. L'archiviazione su disco separato viene utilizzato solo per la directory delle istruzioni e le impostazioni della VirtualMachine. Questo consente che l'installazione del software e degli aggiornamenti siano centralizzati. È inoltre possibile installare il software solo su una specifica VM (Macchina Virtuale), all'installazione come utente non root, o installandola in una non standard.